# Вулка
Вулка — етруський скульптор з міста Вейї. Його руці належать теракотові скульптури межі 6-5 ст. до н. е. У роботах присутній явний грецький вплив, але на відміну від скульптур грецької архаїки, в них помітно рух .

## Роботи

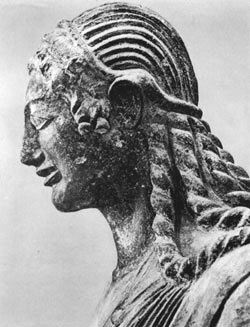
Аполлон Вейський

- Теракотові прикраси для храму Юпітера Капітолійського в Римі.
- багатофігурна композиція, що прикрашає храм Аполлона в Вейях, що зображає суперечку Геракла з Аполлоном.